# Selangor FC
Football Association of Selangor (malajski Persatuan Bolasepak Selangor) – malezyjski klub piłkarski z siedzibą w Shah Alam.

## Historia
Klub Football Association of Selangor założony został w Shah Alam 22 lutego 1936. Selangor dwudziestoczterokrotnie zdobył Pucharu Malezji  i jest rekordzistą tych rozgrywek. Największy sukces na arenie międzynarodowej osiągnął w 1967, kiedy to dotarł do finału Azjatyckiego Pucharu Mistrzów, gdzie uległ izraelskiemu Hapoelowi Tel Awiw.

## Sukcesy
- mistrzostwo Malezji (7): 1980, 1984, 1989, 1990, 2000, 2009, 2010.
- Puchar Malezji (32): 1922, 1927, 1928, 1929, 1935, 1936, 1938, 1949, 1956, 1959, 1961, 1962, 1963, 1966, 1968, 1969, 1971, 1972, 1973, 1975, 1976, 1978, 1979, 1981, 1982, 1984, 1986, 1995, 1996, 1997, 2002, 2005
- finał Azjatyckiego Pucharu Mistrzów: 1967

## Trenerzy w historii klubu
- Datuk Abdul Ghani Minhat (1970–73)
- M. Chandran (1975–78)
- Chow Kwai Lam (1979–83)
- Datuk Abdul Ghani Minhat (1983–85)
- M. Chandran (1986–88)
- Steven Bena (1989)
- Khaidir Buyong (1989–90)
- Ken Worden (1991)
- M. Chandran (1992)
- Bernhard Schumm (1993)
- Ken Worden (1994–96)
- Steve Wicks (1997–98)
- Ismail Zakaria (1998)
- Mike Pejic (1999)
- K. Rajagopal (1999–2000)
- Abdul Rahman Ibrahim (2001–02)
- Ken Worden (2002–03)
- Ruben Omar Larrosa (2004)
- Ken Worden (2004)
- Ismail Ibrahim (2004)
- Dollah Salleh (2005–08)
- K. Devan (2008–)